# Gongul Thaliei din Piața Timpului

Monumentul Gongul Thaliei din Bucureşti

Gongul Thaliei din Piața Timpului a fost inaugurat la data de 14 decembrie 2013. Festivitatea de inaugurare l-a avut în centrul ei pe actorul Radu Beligan. În prezența primarului general al capitalei Sorin Oprescu și a numeroase personalități din lumea artstică, actorul a lovit pentru prima oară gongul, marcând împlinirea a 200 de ani de istorie a teatrului în București.
Inaugurarea Gongului Thaliei (sau Gongul Timpului după numele piațetei în care a fost amplasat) a coincis și cu aniversarea a 95 de ani de viață și 75 de ani de carieră ai actorului și regizorului Radu Beligan..
Situat pe Aleea Celebrităților (sau Walk of Fame) din Piața Timpului, monumentul face parte din programul Primăriei Municipiului București care vizează valorificarea estetică a orașului. Ridicat pe un soclu circular de cca. 0,50 metri înălțime, din beton armat placat cu gresie, în jurul căruia sunt expuse stelele celebrităților, gongul este construit din inox și bronz.
Monumentul se află în Piața Timpului din București, la intersecția dintre Strada Bărăției și Bulevardul Ion C. Brătianu din sectorul 3.